# Соціальна поляризація
Соціальна поляризація — процес глибокого розшарування суспільства або посилення відмінності в положенні соціальних груп у такий спосіб, що утворюються два соціальні полюси, наприклад, бідні й багаті. Це може спричинити їх протистояння один одному (полярності).
Соціальна поляризація може виникати як форма прояву внутрішньокласових, міжшарових соціальних відмінностей (наприклад, працівників некваліфікованої й висококваліфікованої, розумової та фізичної праці, у керівників і підлеглих). Прискорена зміна стану одних верств за відносної стійкості інших може посилювати соціальну поляризацію. Одне з завдань соціальної політики — запобігання переростанню соціальної поляризації у відкриті соціальні конфлікти.
Соціальна поляризація найчастіше виникає тоді, коли соціальні проблеми, що спричиняють диференціацію поглядів, стосуються важливих сфер соціального життя, таких як: політика, релігія, державна мова тощо. Під час поляризації за короткий час зазвичай формуються два табори — опоненти й прихильники вирішення цієї соціальної проблеми, кількість людей, що висловлюють помірне ставлення, зменшується.